# K'Von Wallace
K'Von Wallace (nacido el 5 de julio de 1997) es un jugador de fútbol americano que se desempeña la posición de safety para los Philadelphia Eagles de la National Football League (NFL). Jugó al fútbol americano universitario en Clemson y fue seleccionado por los Eagles en la cuarta ronda del Draft 2020 de la NFL. 

## Primeros años
Wallace asistió a Highland Springs High School en Highland Springs, Virginia. Jugó como defensive back y wide receiver en la escuela secundaria. Se comprometió con la Universidad de Clemson para jugar al fútbol americano universitario.

## Carrera universitaria
Wallace jugó en Clemson de 2016 a 2019. Durante su carrera disputó 59 partidos con 36 aperturas. Fue miembro de los equipos de campeonato nacional Tigers en 2016 y 2018. Terminó su carrera con 156 tacleadas, cinco intercepciones, dos capturas y un touchdown. 

## Carrera profesional
Wallace fue reclutado por los Philadelphia Eagles en la cuarta ronda con la selección número 127 del Draft 2020 de la NFL. 